# Campanula trojanensis
Campanula trojanensis  (лат.) — вид двудольных растений рода Колокольчик (Campanula) семейства Колокольчиковые (Campanulaceae). Растение впервые описано ботаниками Мирославом Ковандой и Мичо Анчевым в 1989 году.

## Распространение, описание
Эндемик Болгарии, распространённый на западе страны, на высоте 1300—2000 м.
Хемикриптофит.
Число хромосом — 2n=68.